# Boris Crăciun
Boris Crăciun (n. 12 februarie 1939, Chișinău -  d. 21 februarie 2018, Iași) a fost un scriitor, romancier, dramaturg, reporter și editor român din Iași, membru al Uniunii Scriitorilor din România, fondator al Editurii Porțile Orientului.

## Biografie
Născut la 12 februarie 1939, Chișinău - România Mare. Fiul lui lordache Crăciun, notar și pretor în Basarabia, de viță țărănească din satul Cuza Vodă, Galați, și al Paraschivei (n. Dacev), învățătoare care terminase Școala Eparhială din Chișinău. Frate mai mic al scriitorului Victor Crăciun, președintele Ligii Culturale pentru Unitatea Românilor de Pretutindeni București. Cu părinții și fratele, s-a refugiat din Basarabia în iunie 1940, peste Prut, cu căruța, de teama deportării în Siberia, mergând la bunicii din Covurlui. Precum un milion de refugiați români, familia a fost persecutată de ocupanții sovietici (deoarece tatăl făcea parte din administrația românească a Basarabiei), fugind în vechiul regat.

## Studii
Școala primară a frecventat-o la Aradul Nou și Ruginoasa - Iași, iar clasele gimnaziale și apoi liceale le-a urmat la Școala Normală „Vasile Lupu” din Iași (1956). Facultatea de Filologie - Istorie a Universității „Al. I. Cuza“ Iași, secția română (1956-1961).

## Cariera profesională
A fost, pe rând, colaborator extern la Radio lași, instructor cu filmul la întreprinderea cinematografică Iași, profesor și director la Școala Dumbrăvița-Ruginoasa, localitatea unde se aflau refugiați părinții. În 1964 vine din nou la Radio lași, ca reporter, apoi șef de secție copii-tineret până în 1985 (când posturile teritoriale de radio au fost desființate de Ceaușescu). Apoi câțiva ani a lucrat la Oficiul Iași al Centralei Româniafilm (1985-1989). La Revoluția din 1989, când se redeschid posturile teritoriale de radio, revine la Studioul de Radio Iași, ca șef de secție. Între timp, de la 1 ianuarie 1993, înființează Editura Porțile Orientului (după titlul propriului roman istoric), unde este patron și director, publicând un număr impresionant de cărți, scrise sau în redactarea sa, mai ales serialele de mare tiraj Carte școlară ilustrată, Dinastia ș.a. Scriitorul motivează glisarea sa din universul radiofonic (slujit trei decenii) în lumea cărților prin celebrul dicton latin „Verba volant, scripta manent“. Timp de 18 ani, s-a dedicat scrierii și editării cărților formative și educative școlare, numele autorului fiind înscris pe 3.000.000 de volume folosite intens în învățământul general și aflate acum în bibliotecile din școli, dar și în cele particulare, ale elevilor și cadrelor didactice. Este un prolific autor de literatură școlară din zona moldoveana a României, care a fost distins cu premii la saloanele și târgurile de carte din lași și Chișinău pentru realizarea unui proiect global de editare a cărților școlare. A participat la peste 500 de lansări de cărți în școli, copiii având prilejul să-l cunoască personal și să obțină autografe pe numeroasele sale volume de autor.

## Cărți publicate
- Ruginoasa (1969), monografie despre istoria localității sale de adopție, unde se află azi Muzeul „Al.I. Cuza“. Debut editorial.
- La porțile Orientului, romanul Războiului de Independență (1980) - Editura "Junimea";
- Metropola de pe șapte coline, reportaje și anchete (1985) - Editura "Junimea";
- Taciturnul, romanul muntelui Ceahlău (1990) - Editura "Portile Orientului";
- Moldova plînge, romanul Basarabiei înstrăinate (1993) - Editura "Portile Orientului";
- Bandiții și jandarmii, roman de aventuri (1993) - Editura "Portile Orientului";
- Teatru istoric (1995) - Editura "Portile Orientului";
- Istoria ilustrată a literaturii române - Editura "Portile Orientului";
- Regii și reginele României - Editura "Portile Orientului";
- Legendele neamului românesc - Editura "Portile Orientului";
- Povestiri și legende despre plante și animale - Editura "Portile Orientului";
- Copilăria lui Iisus - Editura "Portile Orientului";
- Legenda Copoului - Editura "Portile Orientului";
- Vampirul păcălit - Editura "Portile Orientului";
- 100 de Portrete istorice - Editura "Portile Orientului";
- Galeria scriitorilor - Editura "Portile Orientului";
- Dicționarul ilustrat al limbii române pentru elevi - Editura "Portile Orientului";
- Păcală și Tîndală (2002) - Editura "Portile Orientului";
- Pe urme de domnitori și doamne, regi și regine (2003) - Editura "Portile Orientului";
- Ștefan cel Mare (2003) ) - Editura "Portile Orientului";
- Legendele geografice și istorice ale poporului român (2004) - Editura "Portile Orientului";
- Faimoșii inventatori (2005) - Editura "Portile Orientului"
- Călătorii extraordinare pe apă, pe uscat, în peșteri, prin atmosferă, în Cosmos  (2005) - Editura "Portile Orientului";
- Povestea unui castel blestemat – Ruginoasa - Editura "Portile Orientului";
- Istoria românilor în 1000 de imagini (2006) - Editura "Portile Orientului";
- Bîrnova, dragostea mea (2006) - Editura "Portile Orientului";
- Sfintele Paști - Editura "Portile Orientului";
- Vine iarăși Moș Crăciun - Editura "Portile Orientului";
- Viața ilustrată a poetului nemuritor (Mihai Eminescu) (2007) - Editura "Portile Orientului";
- Viața ilustrată, minunile, parabolele și patimile lui Iisus Hristos (2008) - Editura "Portile Orientului";
- O istorie legendară a Iașilor (2009) - Editura "Portile Orientului";
- 1500 scriitori români clasici și contemporani (2010)- Editura "Portile Orientului".
- Serialele de cărți școlare „Comoara literaturii române“, „Capodopere din literatura universală“ - Editura "Portile Orientului"
- Repovestiri pentru școlari: Epopeea lui Ghilgameș, Cântecul Nibelungilor, Cântecul lui Roland, Inimă rece ș.a.

## Cărți publicate în colaborare
- Povestea limbii române - Editura "Portile Orientului", în claborare cu George Bădărău.
- Pe urmele scriitorilor din vatra limbii române(2003) - Editura "Portile Orientului", în colaborare cu Dumitru Vacariu.
- Serialul „Planeta animalelor“ (în colaborare cu biologi, 20 de volume ilustrate pentru elevi).